# دوري السوبر الأوغندي 1971
دوري السوبر الأوغندي 1971 (بالإنجليزية: 1971 Uganda National First Division League)‏ هو موسم من دوري السوبر الأوغندي. أشرف على تنظيمه اتحاد أوغندا لكرة القدم، وكان عدد الأندية المشاركة فيه 8، وفاز فيه نادي سيمبا.